# Sphodromantis rubrostigma
Sphodromantis rubrostigma är en bönsyrseart som beskrevs av Werner 1916. Sphodromantis rubrostigma ingår i släktet Sphodromantis och familjen Mantidae. Inga underarter finns listade i Catalogue of Life.